# 中性子顕微鏡
中性子顕微鏡（ちゅうせいしけんびきょう）とは、中性子線で観察する顕微法の総称である。

## 概要
中性子の波長は、熱中性子の場合には約0.2nmなのでX線と試料を拡大撮影する事は可能で、X線やγ線を用いた場合に観察できない金属内の水や水素、リチウムのような軽元素で構成される試料の挙動を観察できる。
中性子は反射や屈折による拡大が困難なのでヴォルター式望遠鏡のような浅い入射角を利用する光学系が考えられるが、それ以外にも試料の狭い領域に中性子線を照射するのではなく、一様に中性子線を照射してから試料を透過して照射面と反対側にあるホウ素やリチウム、ガドリニウムのような中性子反応物質に入射した中性子からアルファ線、ベータ線、ガンマ線、内部転換電子を生成してそれにより蛍光体を発光させてマイクロチャンネルプレートで増幅して電荷結合素子(CCD)で撮像する方法もある。解像度を向上するためには中性子反応物質の層を薄くする必要があるが、そのためには中性子との反応性の高いホウ素10、リチウム6、ガドリニウム157が使用されるが、同時に化学的に安定な化合物である必要もあるのでそれぞれ、炭化ホウ素、フッ化リチウム、酸化ガドリニウムのような安定な化合物として利用される。ホウ素、リチウム、ガドリニウムは反応断面積が異なり、中性子のエネルギーによっても異なるため、それぞれ使い分けられる。
ホウ素とリチウムではアルファ線が発生して蛍光体を発光するが、ガドリニウムでは蛍光体の発光に寄与しないガンマ線と寄与する内部転換電子が生成される。
それぞれの適した蛍光体層の厚みがあるが、解像度を向上するためには蛍光体層は反応層と同様に薄くする必要があるものの、感度は低下するためトレードオフになる。

## 用途
- 非破壊検査
- 生物学